# Іщенко Сергій Володимирович
Іщенко Сергій Володимирович (18 жовтня 1995, Херсон, Україна — 30 травня 2024) — український військовослужбовець, учасник російсько-української війни.
Проходив службу в 101 ОБрОГШ. Загинув під час виконання бойового завдання 30 травня 2024 році.

## Біографія
Іщенко Сергій Володимирович народився 18 жовтня 1995 року у м. Херсоні. Доля склалася так, що навчатися довелося у школах Херсона, Кривого Рогу та селища Савро, що на Дніпропетровщині.
Пізніше Сергій отримав чи не найлюдянішу професію. У педагогічному коледжі м. Жовті Води здобув спеціальність вчителя початкових класів та англійської мови.
У 2014 році родина приїздить жити на Лубенщину, в село Вовчик, що й стало їм рідним.
Щирий, відкритий, комунікабельний, з добрим серцем Сергій працював на різних роботах у Києві.
А захищати Україну пішов добровольцем вже 25 лютого 2022 року. Він не міг інакше, адже щиро любив Україну, був справжнім патріотом. Цей вибір був свідомим.
Чесною й мужньою була його фронтова дорога. Він обороняв Київ, воював на Торецькому й Донецькому напрямках. Навчався бойовому мистецтву у Великобританії.
Його велика душа встигала любити людей, турбуватися про маму й рідних, піклуватися про тварин. Навіть з фронту привіз додому врятовану собаку. Сергій мав багато друзів серед київських музикантів, бо мав хороший голос і хист до музики, співав у рок-гуртах.. Ворог не дав йому написати свої кращі вірші й пісні.
Загинув 30 травня 2024 році поблизу н.п. Нью-Йорк, Донецької області. З честю виконавши свій військовий обов'язок, вірний військовій присязі й народу України.

## Нагороди та відзнаки
- Орден «За мужність» III ступеня (18.11.2024, посмертно)[3].
- Нагрудний знак «Ветеран війни».